# Chantal (Haiti)
Chantal ist eine Gemeinde im Département Sud von Haiti.

## Geschichte
Das unter dem Namen Chantal bekannte Gebiet war zunächst ein kommunaler Bezirk der Gemeinde Torbeck. Es wurde im Jahr 1937 unter der Regierung von Stenio Vincent auf Antrag der Honoratioren des Ortes zu einer eigenständigen Gemeinde erhoben.

## Lage und Beschreibung
Chantal liegt im Binnenland abseits größerer Verkehrswege.
Neben dem Ortszentrum Ville de Chantal bestehen drei ländliche Gemeindebezirke:
1. Fonds-Palmiste mit Cadet, Dupéron, Maisonneuve, Mélonienne, Musso und Pélerins,
2. Meloniére mit Boclo, Caprou, Clermont, Desjardins, Ferriere, Jabouin, La Hatte, La Place, L’Etang, Mathieux, Mirabelle, Poldic, Saint-Martin, Smith, Terre-Rouge, Tete-Paon und Toman sowie
3. Carrefour Canon mit Bois Marassa, Caiman, Formond, Les Platons und Nan Selle.

Über befestigte Pisten kann das rund 21 Kilometer entfernte Les Cayes erreicht werden.
Ein Teil des Nationalparks Macaya liegt auf dem Gebiet der Gemeinde.